# Carlo Lurago
Carlo Lurago (também escrito Luraghi) (1615 – 12 de outubro de 1684) foi um arquiteto, mestre de obras e estucador italiano que atuou em Praga.

## Obras
- 1637–1659: Câmara Municipal barroca, Náchod
- 1638–1648: São Salvador, Praga
- 1640–1642: Igreja Jesuíta e Casa Universitária, Březnice
- 1650–1659: Modificações e ampliação do Castelo de Náchod
- c. 1650: Modificação da Igreja de Santa Maria sob a Corrente, Malá Strana, Praga
- 1651: Modificação do Palácio Lobkowicz, Praga
- 1653–1660: O Clementinum, Cidade Velha, Praga
- 1653–1658: Modificação e barroquização do anexo do castelo para os Condes de Herberstein, Gorzanów, Silésia
- 1654–1666: Igreja Jesuíta da Assunção, Hradec Králové
- 1654–1679: Igreja da Imaculada Conceição da Virgem Maria e de Santo Inácio, Klatovy
- 1655–1661: Modificação do Castelo em Nové Město nad Metují
- 1657–1739: Igreja da Natividade de São João Batista, Svatý Jan pod Skalou
- 1658: "Casas de pássaros de pedra", Praga
- 1659–1674: Claustro da igreja de peregrinação de Svatá Hora em Příbram
- 1578–1653: Clementinum, St. Salvator, Cidade Velha, Praga
- 1654–1690: Colégio Jesuíta Kłodzko, Silésia
- 1663–1668: Claustro "im Waldl", Kladno
- 1664: Nova Pousada, Tursko
- 1665–1670: Igreja de Santo Inácio, Praga
- 1665–1670: Igreja da Santíssima Trindade, Klášterec nad Ohří
- 1666–1668: pavilhões de caça para Humprecht Jan Czernin, Sobotka
- 1668: Catedral de Santo Estêvão, Passau
- 1670: Igreja de peregrinação em Maria Taferl
- 1673: Colégio Jesuíta perto da Igreja de São Nicolau, Malá Strana, Praga
- 1688: Remodelação da Igreja de Santo Inácio em Chomutov